# For the King
For the King ist ein strategisches Rogue-like-Rollenspiel, welches im Einzelspielermodus sowie Lokal und Online im Koop-Modus gespielt werden kann. Entwickelt wurde es vom kanadischen Studio IronOak Games, Publisher ist Curve Digital.

## Handlung
Der König wurde von unbekannten Angreifern ermordet und es herrscht Chaos im einst friedlichen Königreich Fahrul. Die Königin schickt eine Dreiergruppe von Kämpfern los, um das Königreich vor dem Untergang zu bewahren.

## Spielprinzip
Die Spieler bewegen sich auf sechseckigen Kacheln. Der Spieler kann mit einem Feind oder einem Ort interagieren, wenn sein eigener Charakter auf dieselbe Kachel bewegt wird. Jeder Charakter in der Gruppe kann sich abwechselnd bewegen und erworbene Gegenstände wie Waffen, Rüstungen oder Verbrauchsgüter kaufen oder verkaufen. Die Bewegung basiert auf dem Geschwindigkeitswert eines Charakters an Land und dem Talentwert auf See. Wenn ein Spieler auf einem bestimmten Feld einen Kampf mit einem Feind beginnt, können sich nahe gelegene Charaktere aus der Gruppe und Feinde dem Kampf anschließen. Darüber hinaus können Charaktere im Spiel auf zufällige Ereignisse stoßen, die ihnen Vorteile wie erhöhte Bewegungsfähigkeit, Gegenstände oder Heilung verschaffen. Fokus, eine Ressource im Spiel, kann von Charakteren genutzt werden, um die Chancen auf gewünschte Ergebnisse innerhalb und außerhalb des Kampfes zu erhöhen, und kann durch Fähigkeiten oder Verbrauchsgegenstände wieder aufgefüllt werden.

## Entwicklungs- und Veröffentlichungsgeschichte
Das Spiel wurde 2015 über Kickstarter finanziert. Es wurde von IronOak entwickelt und von Curve Digital gepublisht. Gordon Moran war Art Director, David Lam der Lead Programmer, Colby Young der Game Designer und Nic Hackleman war Developer. For the King befand sich ab 2017 im Early-Access und wurde am 19. April 2018 für PC, am 10. Mai 2019 für PlayStation und Xbox und am 9. Mai 2019 für die Nintendo Switch veröffentlicht.

### Erweiterungen
Es erschienen mehrere Erweiterungen für For the King, die jeweils die Handlung und das Spiel um verschiedene Gamemodi, Orte, Skins und Gegenstände erweitern. Unter anderem erschienen die Erweiterungen Dungeon Crawl, Frost Adventure, Hildebrant’s Cellar, Gold Rush und Into The Deep. Am 26. Januar wurde die Veröffentlichung der Erweiterung Lost Civilization für den 10. Februar 2021 angekündigt.

## Rezeption
For the King hält auf Metacritic einen Metascore von 77 für Nintendo Switch, 79 für PC und 87 für Xbox One. Das Spiel wurde unter anderem bei Kickstarter mit der Auszeichnung Games we Love 2015 und bei PAX Prime und PAX East 2017 jeweils als Official Selection ausgezeichnet. 4Players vergab 87 Prozentpunkte und die Note Sehr Gut und urteilte „Mit For the King ist dem jungen kanadischen Team gleich ein bemerkenswertes Spiel gelungen!“ Der Spieleratgeber-NRW von der Fachstelle für Jugendmedienkultur NRW urteilte „For the King ist ein Roguelike Strategie-Rollenspiel mit Fantasy-Elementen, das lange Freude macht. Man merkt dem Spiel an, dass sich die Entwickler_innen hier von Anfang an viel Mühe gegeben haben. […] Interessant ist das Abenteuer für Spieler_innen ab 14 Jahren, die schon Erfahrung mit ähnlichen Titeln haben.“

“A beautiful turn-based RPG whose brutality can sometimes get the better of it.”

„Ein wunderschönes rundenbasiertes Rollenspiel, dessen Brutalität manchmal die Oberhand gewinnt.“

PC Gamer vergab 75 Punkte und nannte das Spiel ein manchmal schwieriges Rollenspiel mit wunderschöner Gestaltung, das sich perfekt zum Koop-Spielen eigne. (“A sometimes tricky RPG with gorgeous art that’s perfect for co-op.”)

“There are a lot of places to visit – caves to explore, camps to raid, catacombs to graverob, towns to go shopping in – and a lot of enemies to fight.”

„Es gibt eine Menge Orte zu besuchen – Höhlen zum Erkunden, Lager zum Plündern, Katakomben zum Grabraub, Städte um darin einzukaufen – und viele Gegner zum Kämpfen.“